# Monostrato di dicalcogenuri dei metalli di transizione

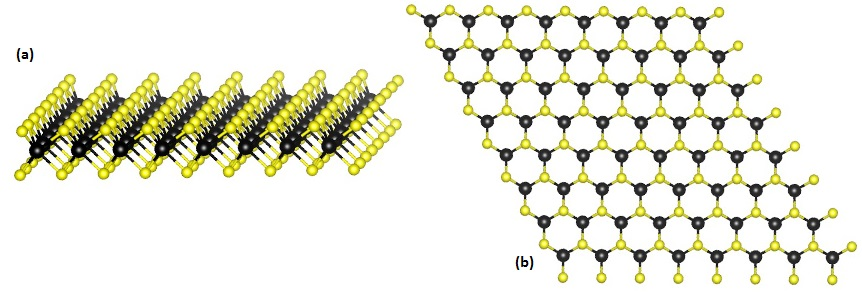
(a) Struttura di un monostrato esagonale di TMD. Gli atomi M sono in nero e gli atomi X sono in giallo. (b) Un monostrato esagonale di TMD visto dall'alto.

In scienza dei materiali, un monostrato di diclogenuri dei metalli di transizione o TMD monostrato (dall' inglese: Transition metal dichalcogenide) appartiene a una famiglia di materiali semiconduttori bidimensionali (monostrato) a banda proibita diretta di tipo MX2, dove M rappresenta un atomo di un metallo di transizione (Mo, W, etc.) e X un calcogeno (S, Se, or Te.). Un singolo strato di atomi di tipo M è inserito tra due strati di atomi di tipo X a formare quello che viene definito un singolo monostrato.  Lo spessore di un monostrato di MoS2 è di appena 6,5 Å.
La scoperta del grafene ha mostrato come nuove proprietà fisiche emergono quando un cristallo di dimensioni macroscopiche viene ridotto ad un singolo strato atomico. Come la grafite, i TMD nella loro forma macroscopica sono formati da un insieme di monostrati tenuti insieme dalla forza di Van der Waals. I TMD monolayer presentando delle proprietà differenti rispetto al grafene:
- I TMD monostrato MoS2, WS2, MoSe2, WSe2, MoTe2 possiedono una band gap diretta, e possono essere usati in elettronica come transistors e in ottica come emettitori e rivelatori.[2][3][4][5][6]
- La struttura cristallina dei TMD monostrato non ha un centro d'inversione cosa che permette di accedere ad un nuovo grado di libertà dei portatori di carica detto indice di valle K. Ciò apre di fatto le porte allo studio di un nuovo campo della fisica a cui è stato dato il nome di Valletronica[7][8][9][10]
- Il forte accoppiamento spin-orbita nei TMD monostrato porta ad uno splitting in energia[11] di alcune centinaia di meV della banda di valenza e di alcuni meV della banda di conduzione, cosa che consente di controllare lo spin degli elettroni promossi per mezzo dell'energia e dell'elicità[12] dei fotoni incidenti.

Lo studio sui TMD monostrato è diventato un promettente settore di ricerca sin da quando è stato scoperto che questi monostrati posseggono una banda proibita diretta fatto che li rende interessanti per applicazioni in elettronica e in fisica di valle. I TMD sono spesso combinati con altri "materiali 2D" come grafene e Nitruro di boro per realizzare delle eterostrutture di van der Waals. Una volta ottimizzate, queste eterostrutture potrebbero essere utilizzate per la costruzione di un gran numero di dispositivi come transistor, celle solari, LED, detector, pile a combustibile, dispositivi per la fotocatalisi e il sensing. Alcuni di questi dispositivi fanno già parte della vita di tutti i giorni e potrebbero essere resi più piccoli, efficienti ed economici tramite l'utilizzo dei TMD. Altri, invece, sono ancora in via di sviluppo ma promettono di avere un notevole impatto sulle nostre tecnologie.

## Struttura cristallina

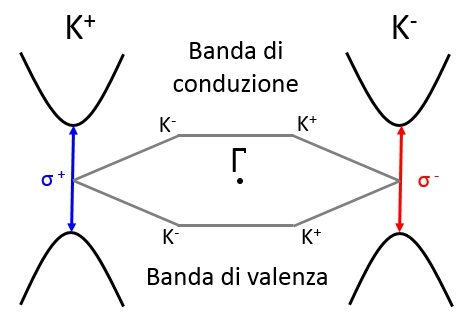
L'immagine mostra la zona di Brillouin di un monolayer di TMDC. La band gap è diretta con i minimi della banda di conduzione e i massimi della banda di valenza localizzati nei sei punti K non-equivalenti. In particolare un fotone σ^{+} può essere assorbito o emesso solo nelle valli K^{+} mentre un fotone σ^{-} solo in quelle K^{-}

Quando si parla di monolayer di TMD ci si riferisce in verità ad un triplice strato atomico che si compone di un piano di atomi di metallo compreso tra due di atomi di calcogeno. Quindi a rigore un monostrato di TMD è formato da tre strati atomici. Tuttavia, essendo i legami tra gli atomi di questi tre piani molto forti ed essendo invece molto deboli i legami che il monolayer forma con altri monolayer a lui uguali, esso può essere considerato come il mattone fondamentale grazie al quale si può ottenere un cristallo macroscopico di TMD.
Visto dall'alto un monostrato di TMD appare come un reticolo esagonale (struttura a nido d'ape) e anche la zona di Brillouin è di tipo esagonale. Di grande importanza è il fatto che un monolayer non presenta un centro d'inversione e si ha quindi una rottura della simmetria di inversione che porta a due grandi conseguenze:
- Fenomeni ottici nonlineari come ad esempio la generazione di seconda armonica. Eccitando il cristallo con una radiazione ad una certa frequenza quest'ultima può essere raddoppiata in uscita.
- Una struttura a bande elettronica in cui i punti K della zona di Brillouin sono non-equivalenti e distinti in due tipi differenti detti K+ e K-. In particolare una transizione ottica di un elettrone dalla banda di valenza a quella di conduzione avviene grazie a fotoni con differente polarizzazione circolare nei due differenti tipi di valle K. Queste sono le cosiddette regole di selezione dipendenti dalla valle e sono una conseguenza diretta della rottura della simmetria di inversione.

Queste proprietà sono molto interessanti per lo studio della fisica dello spin e dell'indice di valle e danno origine a nuovi gradi di libertà che possono quindi essere sfruttati nella realizzazione di dispositivi.

## Sintesi dei monostrati di TMD

### Esfoliazione
L'esfoliazione è una tecnica di sintesi di tipo top-down (dall'alto al basso) ovvero che parte dal materiale macroscopico fino a ridurlo a dimensioni microscopiche. Questo metodo è stato utilizzato inizialmente per la sintesi del grafene ma si è rivelato utile anche per altri materiali 2D.
I TMD nella loro forma macroscopica sono infatti formati da una serie di strati legati tra loro dalla debole forza di van der Waals. All'interno del singolo strato invece, i legami tra gli atomi sono molto più forti e ciò consente di separare tra loro questi strati senza romperli, esattamente come per il grafene. Di fatto il materiale macroscopico viene strofinato su una superficie e parte di esso si stacca e vi resta attaccata. Questo è esattamente ciò che accade quando si utilizza una matita per scrivere.
In pratica, per la sintesi dei monolayer nei laboratori, un pezzo bulk di uno dei TMD (o di qualunque altro materiale 2D) viene posto su del comune nastro adesivo e successivamente rimosso. Dei piccoli fiocchi o lamine restano attaccate allo scotch e possono successivamente essere depositate su un substato come, ad esempio, un wafer di silicio. Tra le lamine così ottenute si trovano sia multistrati di TMD che monostrato. Questi ultimi possono raggiungere le dimensioni della decina di micrometri.

### Deposizione chimica da vapore
La techinca di deposizione chimica da vapore più comunemente nota come CVD (dall'inglese chemical vapor deposition) è invece una tecnica bottom-up (dal basso all' alto) che prevede invece di costruire il monolayer a partire da singoli atomi. Dei precursori molecolari (molecole che contengono gli atomi a cui si è interessati) vengono introdotte in una camera di reazione sotto forma di gas. Qui vengono spezzate e gli atomi d'interesse si depositano su un substrato solido e si legano tra loro assemblando il monolayer. Ad esempio per fabbricare un monostrato di MoS2 sono usati come precursori delle polveri di MoO3 e Zolfo che vengono portate sul substrato e riscaldate a 650 Celsius in presenza di azoto. Con questa tecnica si ottengono monolayer di dimensione maggiore ma la qualità non è sempre la stessa e la tecnica è senza dubbio molto più costosa.

## Struttura della banda elettronica

### Banda proibita
La struttura della banda elettronica in un cristallo di TMD macroscopico presenta una banda proibita di tipo indiretto ovvero il minimo della banda di conduzione e il massimo della banda di valenza si trovano in diversi punti nello spazio dei momenti. Ciò significa che l'assorbimento o l'emissione di un fotone all'energia della banda proibita dev'essere assistita da un fonone il che rende tali processi poco probabili. Tuttavia quando si considera un monostrato di TMD la banda proibita diventa diretta e i minimi (massimi) della banda di conduzione (valenza) si trovano nei cosiddetti punti K della zona di Brillouin. Tale transizione della banda proibita da indiretta a diretta è all'origine della forte interazione radiazione-materia esibita da questa classe di materiali.

### Interazione radiazione-materia

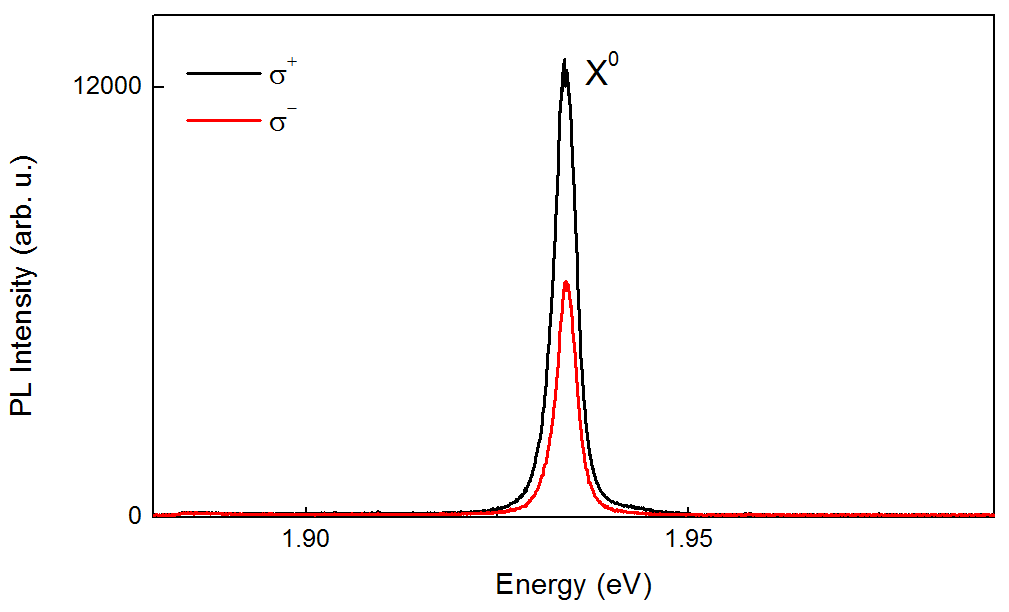
Spettro di Fotoluminescenza di un monolayer di MoS_{2} a 4 K eccitato da un laser polarizzato σ^{+}. Il monolayer assorbe la luce incidente e la riemette ad energia minore. L'energia del centro del picco corrisponde alla band gap ottica.

Un singolo strato di TMD può assorbire fino al 20% della luce incidente, fatto senza precedenti considerato quanto esso sia sottile. Quando un fotone che possiede la corretta energia è assorbito da un monolayer di TMD, un elettrone viene promosso in banda di conduzione; l'elettrone mancante in banda di valenza può essere considerato come una quasi-particella di carica positiva chiamata o lacuna. L'elettrone carico negativamente e la lacuna con carica positiva si attraggono per mezzo dell'interazione Coulombiana e formano uno stato legato chiamato eccitone che può essere pensato come un atomo d'idrogeno, seppur con alcune differenze. Queste quasi-particelle a carattere bosonico sono ben conosciute e sono state studiate nei semiconduttori tradizionali come GaAs e ZnO ma nei TMD esse forniscono nuove interessanti opportunità per applicazioni e per lo studio della fisica a livello fondamentale. Infatti, la riduzione dell'effetto di schermo e il confinamento quantistico presenti in questi materiali ultra-sottili fanno in modo che l'energia di legame degli eccitoni sia molto più forte che nei semiconduttori tradizionali. Energie di legame di alcune centinaia di meV sono state osservate per tutti e quattro i principali membri della famiglia dei TMD.

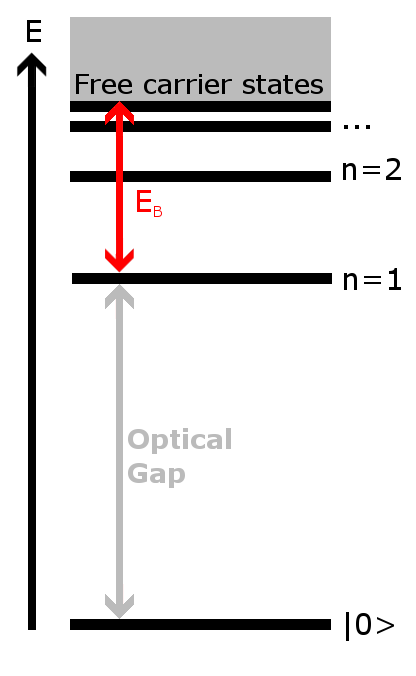
Diagramma dei livelli energetici di un eccitone considerato come un atomo di idrogeno.

Come menzionato in precedenza, è possibile pensare ad un eccitone come ad un atomo di idrogeno in cui l'elettrone è legato alla buca anziché al nucleo. La differenza principale è che questo sistema non è stabile e tende a rilassare verso lo stato di vuoto (|0>) rappresentato in questo caso dall'elettrone in banda di valenza. La differenza di energia tra il "ground state" dell'eccitone (n=1) e lo "stato di vuoto" è chiamata gap ottica ed è l'energia del fotone emesso quando un eccitone si ricombina. Questa non è altro che l'energia dei fotoni emessi dai monostrati di TMD e osservata come picco un picco negli spettri di Fotoluminescenza, come quello mostrato in figura. In quest'analogia l'energia di legame EB è definita come la differenza di energia tra la band gap di particella libera e l'energia di gap ottica e rappresenta come al solito l'energia necessaria per separare l'elettrone e la lacuna. L'esistenza di questa differenza di energia è detta "rinormalizzazione della band gap". L'analogia con l'atomo d'idrogeno non si esaurisce qui in quanto a più alte energie e con differenti tecniche sono stati osservati stati eccitati dell'eccitone.
A causa dello splitting causato dall'interazione spin-orbita, nei monostrati di TMD sono presenti due differenti tipi di eccitoni, chiamati rispettivamente eccitone A e B. Nell'eccitone di tipo A la buca si trova nella banda di valenza a più alta energia mentre in quello di tipo B la buca è nel ramo a più bassa energia. Di conseguenza la gap ottica è maggiore per gli eccitoni di tipo B e così il corrispondente picco si trova ad energia maggiore come è stato verificato in esperimenti di fotoluminescenza e di riflettanza.
Un altro picco è generalmente presente negli spettri di fotoluminescenza dei monostrati di TMD, il quale è associato ad una quasi-particella differente chiamata trione. Questi sono eccitoni legati ad un altro portatore libero che può essere o una buca o un elettrone. Di conseguenza un trione è sua volta un portatore di carica che può essere sia negativa che positiva. La presenza di un forte picco dovuto ai trioni in uno spettro di fotoluminescenza, eventualmente anche più intenso rispetto a quello causato dalla ricombinazione degli eccitoni, è un chiaro segno del fatto che il monolayer risulta drogato. Ad oggi si pensa che questo drogaggio sia estrinseco ovvero che sia dovuto alla presenza di cariche intrappolate in difetti sul substrato (in genere SiO2) vicino all'interfaccia. Posizionare il monostrato di TMD tra due lamine di Nitruro di Boro esagonale (hBN) risolve il problema del drogaggi e aumenta enormemente la qualità ottica dei campioni.
Quando un monostrato di TMD è eccitato con una maggiore potenza è possibile anche osservare dei bieccitoni. Queste quasi-particelle sono una coppia di eccitoni legata assieme.